# Bo Peep Bo Peep
Bo Peep Bo Peep – debiutancki singel japoński południowokoreańskiej grupy T-ara, wydany 28 września 2011 roku w Japonii. Utwór po raz pierwszy ukazał się na debiutanckim albumie zespołu Absolute First Album, został później nagrany ponownie w języku japońskim. Singel osiągnął 1 pozycję w rankingu Oricon i pozostał na liście przez 31 tygodni. Sprzedał się w nakładzie 91 343 egzemplarzy, zdobył status złotej płyty.

## Lista utworów
| CD  |                                                                                     |                                         |                                         |                                         |      |
| Nr  | Tytuł                                                                               | Słowa                                   | Kompozycja                              | Aranżacja                               | Czas |
| 1.  | "Bo Peep Bo Peep"                                                                   | zopp                                    | Shinsadong tiger/Choi Kyu-sung          | Shinsadong tiger/Choi Kyu-sung          | 3:49 |
| 2.  | "LOVE ME! ~Anata no sei de kurisō" (jap. LOVE ME! ～あなたのせいで狂いそう)         | Shino Onomiya Rap: zopp                 | Cho Young-soo/Kim Tae-hyun              | Cho Young-soo/Kim Tae-hyun              | 3:17 |
| 3.  | "Bo Peep Bo Peep" (Inst.)                                                           |                                         | Shinsadong tiger/Choi Kyu-sung          | Shinsadong tiger/Choi Kyu-sung          | 3:49 |
| 4.  | "LOVE ME! ~Anata no sei de kurisō" (jap. LOVE ME! ～あなたのせいで狂いそう) (Inst.) |                                         | Cho Young-soo/Kim Tae-hyun              | Cho Young-soo/Kim Tae-hyun              | 3:15 |
| DVD |                                                                                     |                                         |                                         |                                         |      |
| Nr  | Tytuł                                                                               | Tytuł                                   | Tytuł                                   | Tytuł                                   | Czas |
| 1.  | "Bo Peep Bo Peep" (JAPAN ORIGINAL ver.)                                             | "Bo Peep Bo Peep" (JAPAN ORIGINAL ver.) | "Bo Peep Bo Peep" (JAPAN ORIGINAL ver.) | "Bo Peep Bo Peep" (JAPAN ORIGINAL ver.) | 7:06 |

## Notowania
| Lista                                                       | Pozycja |
| ----------------------------------------------------------- | ------- |
| Gaon Weekly Singles Chart                                   | 4       |
| Oricon Daily Singles Chart                                  | 1       |
| Oricon Weekly Singles Chart                                 | 1       |
| Oricon Monthly Singles Chart                                | 7       |
| Oricon Yearly Singles Chart                                 | 97      |
| Billboard Japan Hot 100                                     | 1       |
| Billboard Japan Hot 100 Year-End                            | 86      |
| RIAJ Digital Track Chart                                    | 3       |
| RIAJ Digital Track Chart (LOVE ME! ~Anata no sei de kurisō) | 91      |

## Certyfikaty
| Kategoria certyfikatu                | Certyfikat  |
| ------------------------------------ | ----------- |
| RIAJ full-length cellphone downloads | Złota płyta |
| RIAJ PC downloads                    | Złota płyta |
| RIAJ physical shipping certification | Złota płyta |